# علی یاسینی
علی یاسینی (زادهٔ ۱۴ آذر ۱۳۷۵) خواننده، ترانه‌سرا و آهنگساز و تنظیم کننده موسیقی پاپ ایرانی است.

## زندگی‌نامه
علی یاسینی متولد ۱۴ آذر ۱۳۷۵ در تهران است، او فارغ‌التحصیل رشتهٔ معماری در مقطع لیسانس می‌باشد، با نواختن گیتار موسیقی را شروع کرد و اکنون به عنوان آهنگساز، ترانه‌سرا و خواننده مشغول به فعالیت است. علی یاسینی در یک خانوادهٔ چهار نفره به عنوان فرزند اول متولد شد که یک خواهر کوچکتر دارد، او فعالیت رسمی خود را از سال ۱۳۸۷ وقتی که تنها ۱۲ سال داشت با یادگیری گیتار شروع کرد، تا اینکه در سال ۱۳۹۴ در سن ۱۸ سالگی اولین آهنگ رسمی خود، به نام افسردگی را منتشر کرد که مورد استقبال طرفدارانش قرار گرفت. علی یاسینی اکنون با مؤسسه فرهنگی و هنری لیما فعالیت خود را ادامه می‌دهد، وی همچنین توانایی نواختن سازهای گیتار، گیتار بیس، پیانو، سه‌تار و کیبورد را دارد.
بعد از قطعه افسردگی، سال ۱۳۹۵ دومین آهنگ خود بنام «تلخ» را نیز منتشر کرد تا صدایش مورد توجه قرار گرفت. او با انتشار قطعهٔ «نترس» به شهرت بیشتری دست یافت.
اولین آلبوم رسمی وی به نام «۲۴» در ۲۱ اسفند ۱۳۹۹ منتشر شد و روانهٔ بازارها شد. که نام این آلبوم برگرفته از سن او در آن بازهٔ زمانی بود.

## کنسرت‌ها
اولین کنسرت علی یاسینی در ۲۱ اسفند ۱۳۹۷ با تهیه کنندگی مؤسسهٔ آراد در تالار وزارت کشور برگزار شد، او در ۲ اسفند ۱۴۰۱ در سی‌وهشتمین دورهٔ جشنواره موسیقی فجر و در سالن همایش میلاد نمایشگاه بین‌المللی تهران روی صحنه رفت.
علی یاسینی در سال ۱۴۰۲ و در طی ۹۱ شب ۱۷۸ سانس کنسرت در تهران برگزار کرد. این رکورد در میان خوانندگان موسیقی پاپ فارسی دست نیافتنی بود. وی در آن سال در مجموع ۲۳۸ سانس کنسرت برگزار کرده و از این حیث رکورددار برگزاری کنسرت بین خواننده‌های پاپ ایرانی شد. او همچنین در دبی، کانادا و ترکیه کنسرت برگزار کرده است.

## آلبوم‌ها
- ۲۴ (۱۳۹۹)

## تک آهنگ‌ها
- کنارتم
- اگه دوسم داشتی
- عوض شدی با د دان
- مگه چند بار زندم
- میرسه خبرا
- نصف شب
- نده قول
- بهتر از منه
- منو برگردون
- دیوار
- چراغونی
- نقاب
- الکی
- غریبه
- یادته
- تبر
- دورترین نزدیک
- ماه قشنگم
- اسم تو چی داره
- پرواز
- هرجای شهر
- برگرد
- این روزا
- انگار نه انگار
- ازم دور شین
- جنگ
- نترس
- اگه به من بود
- راه بیا
- به چی زل می‌زنی
- بعد تو
- خنده هامو دوست داشت
- تو دیوونه بودی